# Clarissa, Minnesota
Clarissa är en ort i Todd County i Minnesota. Vid 2010 års folkräkning hade Clarissa 681 invånare.